# Karl von Czapp
Karl von Czapp, plným jménem Karl Franz Josef svobodný pán Czapp von Birkenstetten (9. ledna 1864 Bjelovar – 18. října 1952 Vídeň), byl rakousko-uherský generál a předlitavský politik, v letech 1917–1918 ministr zeměbrany Předlitavska.

## Biografie

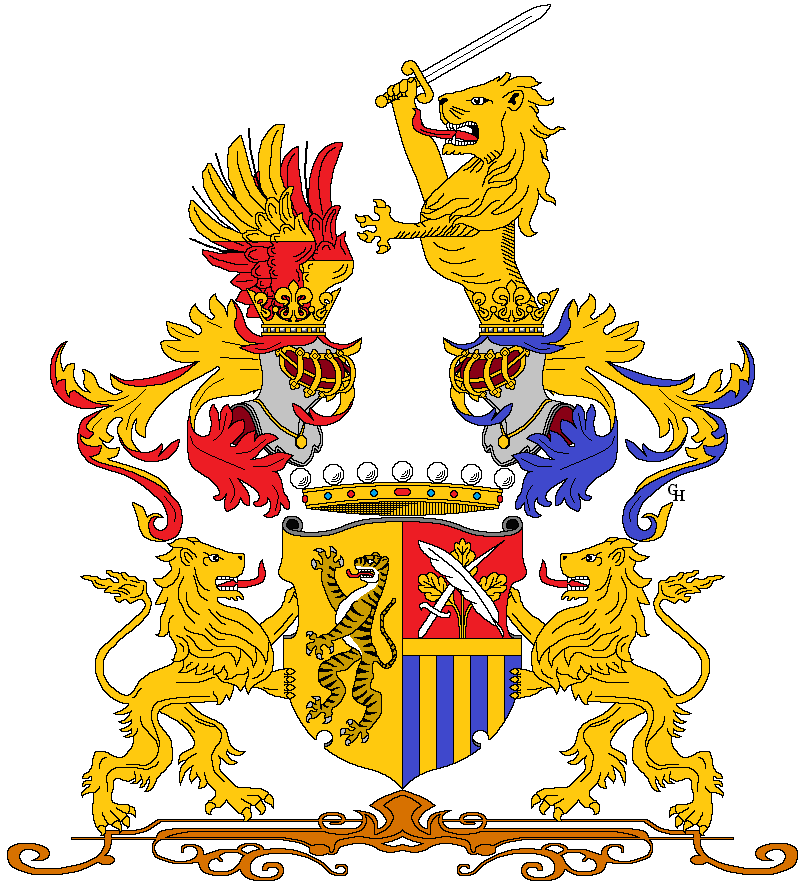
Erb Karla Czappa při povýšení do stavu svobodných pánů (1918)

Narodil se jako mladší syn lesníka Josefa Czappa. Studoval na Technické vojenské akademii ve Vídni a do armády vstoupil v roce 1885 jako poručík k 12. dělostřeleckému pluku. V letech 1888–1890 si doplnil vzdělání na Válečné škole (K.u.k. Kriegschule) ve Vídni a poté byl zařazen do důstojnického sboru generálního štábu. Jako štábní důstojník sloužil u 4. jezdecké brigády v Budapešti a později u 4. armádního sboru. Postupoval v hodnostech (kapitán 1893, major 1900) a od roku 1900 působil ve štábu 1. armádního sboru v Krakově. V roce 1907 byl povýšen na plukovníka a v letech 1908–1914 byl přednostou 2. odboru na ministerstvu války. Mezitím byl v roce 1912 povýšen na generálmajora Počátkem světové války se účastnil bojů a velel jednotkám na polské a východní frontě.  a na začátku první světové války povolán na východní frontu. Převzal velení 106. pěší divize a od ledna 1915 velel 65. pěší brigádě. Zúčastnil se bojů o Halič a v roce 1915 bitvy u Gorlice. V srpnu 1915 byl povýšen do hodnosti polního podmaršála a od 1. září 1915 zastával funkci sekčního šéfa na ministerstvu zeměbrany. Ve vládě Ernsta Seidlera se stal ministrem zeměbrany. Post si udržel i v následující vládě Maxe Hussarka. Funkci zastával od 23. června 1917 do 25. října 1918.
Po rozpadu monarchie byl pověřen likvidací agendy ministerstva zeměbrany a v armádě byl penzionován k datu 1. listopadu 1920. Poté žil v soukromí ve Vídni. Při příležitosti 80. narozenín obdržel osobní blahopřejný telegram od Adolfa Hitlera a ve wehrmachtu mu byla udělena čestná hodnost generála dělostřelectva ve výslužbě. 

## Tituly a ocenění
V roce 1914 byl povýšen do šlechtického stavu, v prosinci téhož roku obdržel predikát von Birkenstetten. Při uvedení do funkce ministra zeměbrany byl zároveň jmenován c. k. tajným radou s nárokem na oslovení Excelence (1917). V roce 1918 byl povýšen do stavu svobodných pánů. Během vojenské kariéry získal řadu vyznamenání, byl rytířem Leopoldova řádu (1912), nositelem Řádu železné koruny II. třídy s válečnou dekorací (1915) a Vojenského záslužného kříže II. třídy s válečnou dekorací (1917). Za první světové války obdržel také Vyznamenání za zásluhy o Červený kříž (1916). Několik ocenění obdržel také od zahraničních spojeneckých panovníků, v Německu získal Řád pruské koruny a Železný kříž I. a II. třídy, dále byl nositelem tureckého Řádu Osmanie.

## Rodina
V roce 1895 se oženil s Katharinou von Dessović (1877–1932), s níž měl tři děti. Manželé se rozvedli krátce po válce a Katharina se v roce 1922 podruhé provdala za hraběte Paula Arze von Arzio-Wassegg.
Jeho starší bratr Moriz (1861-) sloužil také v armádě, za první světové války dosáhl hodnosti plukovníka a v roce 1917 byl povýšen do šlechtického stavu.